# まつだこうき

まつだこうき（1993年6月9日 - ）は、日本のパフォーマー、ジャグラー、マジシャン、タレント。子ども向けパフォーマンスを専門とし、関西を拠点に活動している。

## 略歴
幼少期より父の影響でマジックに親しむ。1999年、TVチャンピオン「ジャグラー王選手権」で優勝したMr.アパッチに憧れ、2002年から独学でジャグリングを始める。2009年には番組企画でMr.アパッチから直接指導を受けた。
2005年頃、小学生ジャグラーとしてメディア出演を開始し、「KID'S NEWS」などに登場。2009年には「SCHOOL OF LOCK!とゆずの春夜祭」で、憧れのアーティストであるゆずとの共演を果たす。
2010年、ザ!世界仰天ニュース「高校生スペシャル」に未来のスター候補生として出演。
小学5年生から高校卒業までの約8年間、学生ジャグラーとして多くのメディアやイベントで活動した。
2012年からプロのパフォーマーとして関西を拠点に活動を本格化。2013年、NHK大阪の番組「あほやねん！すきやねん！」で密着取材を受け、シンガーソングライター近藤夏子が応援歌「人生一回きりだから」を書き下ろした。また同年からユニバーサル・スタジオ・ジャパン（USJ）にパフォーマーとして出演しており、2022年および2023年にはUSJ内の期間限定アトラクション「名探偵コナン・ザ・エスケープ」に俳優として出演している。
当初は本名の漢字表記を使用していたが、2015年の日本タレント名鑑では「まつだこうき」とひらがな表記になっている。

### 現在の活動
現在、まつだこうきはマジックやジャグリングを中心に、パフォーマンスのショーを展開。関西を中心に幼稚園や学校などでの公演やイベント出演を続けている。

## 人物
- 尊敬する人は、ゆず、坂田おさむ、マジシャンのジャスパー瀧口
- ジャスパー瀧口のショーを見たのをきっかけに子ども向けショーを始める。
- 趣味は、海外旅行、お笑い鑑賞、テーマパーク
- 好きな食べ物は、甘い物全般、からあげ、天下一品

## 出演作品

### テレビ
- みみヨリぃ!?（テレビ大阪）
- KID'S NEWS
- あほやねん!すきやねん!（NHK大阪）
- ザ!世界仰天ニュース（日本テレビ）
- ズームイン!!SUPER（日本テレビ）
- キキミミ!
- ごごネタ!
- やのぱんの生活情報部

### ラジオ
- SCHOOL OF LOCK!(TOKYO FM)

### 新聞・雑誌
- 朝日小学生新聞
- Shall We Juggle?(日本ジャグリング協会)

## 受賞歴
- 第1回Yahoo!ジオシティーズホームページフェスティバル 最優秀賞